# Adam Urbanek

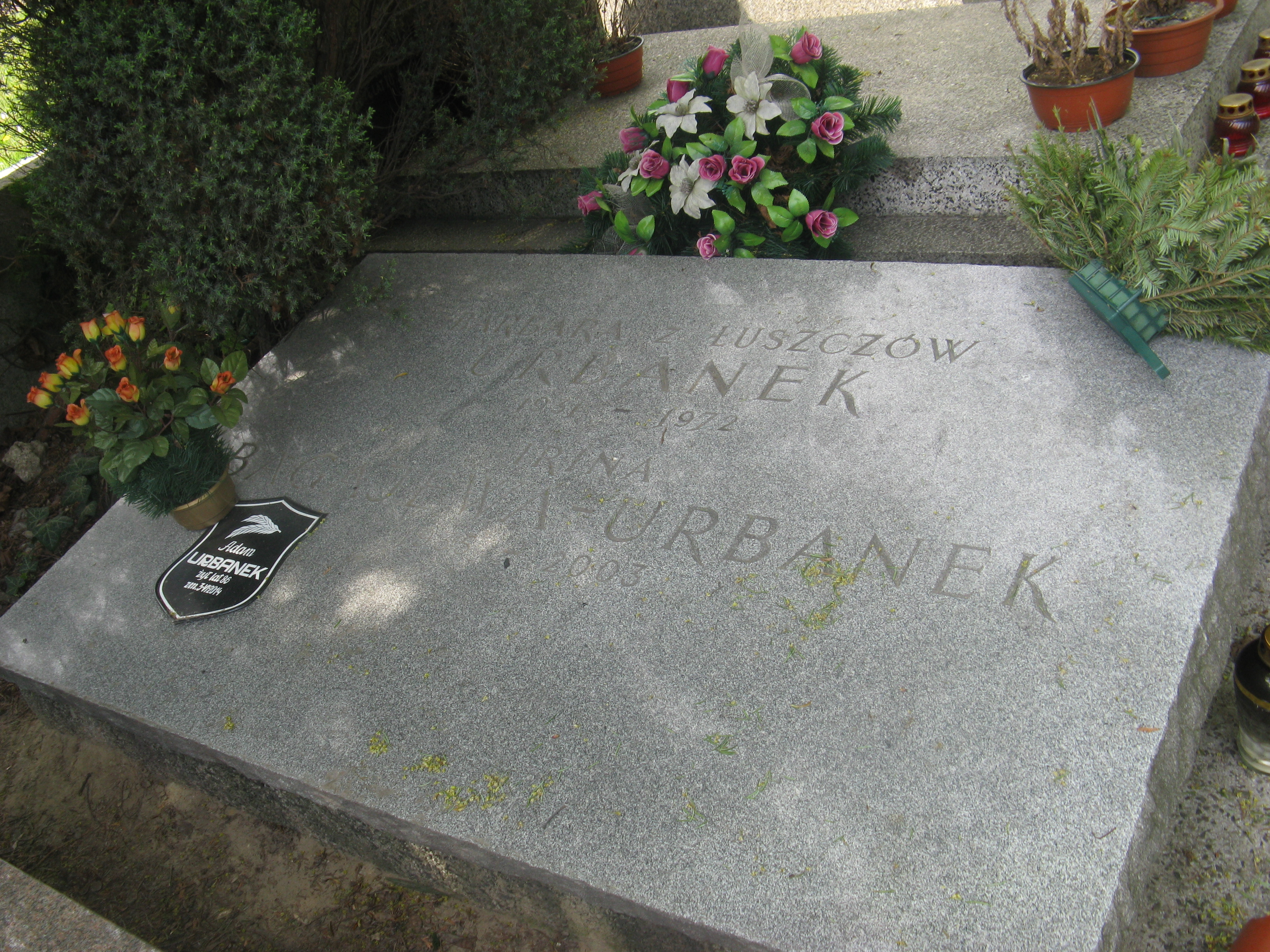
Grób Adama Urbanka na Cmentarzu Wojskowym na Powązkach

Adam Urbanek (ur. 15 kwietnia 1928 w Krośnie, zm. 3 czerwca 2014 w Warszawie) – polski biolog ewolucyjny, paleontolog, paleozoolog. Honorowy Przewodniczący Komitetu „Człowiek i Środowisko” Polskiej Akademii Nauk.
Pracował w Instytucie Paleobiologii PAN, był członkiem Komitetu Biologii Ewolucyjnej i Teoretycznej PAN

## Działalność naukowa
Członek korenspondencyjny PAN od 1973, członek rzeczywisty – od 1983; członek Prezydium PAN w latach 1975–1989, 1993–1998, sekretarz Wydziału II – Nauk Biologicznych PAN w latach 1975–1986, wiceprezes PAN w latach 1987–1989. Profesor zwyczajny, dr nauk geologicznych, członek zagraniczny Rosyjskiej Akademii Nauk.
Członek Rady Naukowej Muzeum i Instytutu Zoologii PAN, przewodniczący w latach 1990–2002. Był przewodniczącym Rady Naukowej Instytutu Paleobiologii im. Romana Kozłowskiego PAN oraz zastępcą przewodniczącego Rady Upowszechniania Nauki przy Prezydium PAN.
Członek Międzynarodowego Stowarzyszenia Paleontologicznego (IPA), przewodniczący Grupy Badań nad Graptolitami w latach 1975-1978; członek Międzynarodowej Unii Nauk Biologicznych (IUBS), członek Komitetu Wykonawczego w latach 1988–1991. Członek zwyczajny Towarzystwa Naukowego Warszawskiego, Wydział IV Nauk Biologicznych.
Członek Rady Fundacji „Natura optima dux”, której nadrzędnym celem jest utworzenie Muzeum Historii Naturalnej w Warszawie.
Członek redakcji czasopisma „Paleontological Journal”.
Pochowany na cmentarzu Powązki Wojskowe w Warszawie (kwatera B40-1-5).

## Nagrody i wyróżnienia
- 1976 – Nagroda Państwowa I stopnia
- 1985 – Nagroda „Problemów”[2]
- Medal PAN im. Mikołaja Kopernika
- 1997 – Nagroda Prezesa Rady Ministrów za serię monografii zawierających wyniki badań nad sylurskimi graptolitami
- 2002 – Medal Uniwersytetu Warszawskiego (jako pracownik Wydziału Geologii)
- 2002 – Krzyż Komandorski Orderu Odrodzenia Polski

## Działalność społeczna
Współsygnatariusz listu otwartego naukowców polskich do Prezesa Rady Ministrów Jarosława Kaczyńskiego w związku z obroną nauczania teorii ewolucji.
Członek Komitetu Honorowego Polskiego Stowarzyszenia Racjonalistów.
W latach 1981–1982 był prezesem Polskiego Towarzystwa Przyrodników im. Kopernika.

## Książki
- Kuźnicki L., Urbanek A. 1967-1970. Zasady nauki o ewolucji. T. 1-2. Państwowe Wydawnictwo Naukowe, Warszawa
- Urbanek, A. 2007. Jedno istnieje tylko zwierzę... Myśli przewodnie biologii porównawczej. Muzeum i Instytut Zoologii, Polska Akademia Nauk. xii + 260 str.